# ブランディ・ラヴ
ブランディ・ラヴ（Brandi Love、1973年3月29日 - ）は、アメリカ合衆国のポルノ女優。

## 生い立ち
ノースカロライナ州ローリーで生まれ、イギリス系とドイツ系を由来に持つ。ミシガン州ディアボーンで育ち、中央ミシガン大学に通った。相場師ジェシー・ローリストン・リバモアの孫娘にあたる。長老派に育てられた。ハワイ人と結婚しており、娘がいる。彼らはノースカロライナ州ローリーの住民である。

## 経歴
2004年6月、ウェブサイト「BrandiLove.com」を始めた。
2006年、Falcon Fotoのゲイル・ハリスと共同で、独占的にニッチなコンテンツを掲載するポルノサイトを制作するマルチメディア会社である「Naked Rhino Media」を設立した。
2008年、ロサンゼルスの制作会社のためにパフォーマンスを始めた。ポルノ女優としてのキャリアを通じて、 MILFや「Hot Wife」といった作品への出演で知られるようになった。
2008年、『Getting Wild Sex from Your Conservative Woman』という本を出版した。
2011年、成人向けにパフォーマンスを始めた。
2013年には、Kelly Madison Mediaがラヴのための新しいウェブサイトを開発し、新しいコンテンツの制作に参加することが発表された。
2011年以来、Brazzers、ガールフレンズ・フィルム、Hustler Video、Tom Byron Pictures、ウィケッド・ピクチャーズといった会社の作品に出演してきた。ペン＆テラーの「ポルノ戦争」のエピソードに出演した。

## 賞とノミネート
| 年   | 授賞式           | 部門                                             | 候補                | 結果       |
| ---- | ---------------- | ------------------------------------------------ | ------------------- | ---------- |
| 2013 | AVNアワード      | MILF/Cougar Performer of the Year                | N/A                 | ノミネート |
| 2013 | AVNアワード      | 最も乱暴なセックスシーン（ケリー・マディソンと） | 『Big Titty MILFs』 | ノミネート |
| 2013 | ナイトムーヴス賞 | Best Cougar/MILF Performer (Editor's Choice)     | N/A                 | 受賞       |
| 2013 | ナイトムーヴス賞 | Best Ass                                         | N/A                 | ノミネート |
| 2013 | XBIZ賞           | Webスターオブザイヤー                            | N/A                 | ノミネート |
| 2014 | ナイトムーヴス賞 | 最高の熟女パフォーマー                           | N/A                 | ノミネート |
| 2015 | AVNアワード      | MILF Performer of the Year                       | N/A                 | ノミネート |
| 2015 | AVNアワード      | 最高のポルノスターのウェブサイト                 | BrandiLove.com      | ノミネート |
| 2015 | XBIZ賞           | MILF Performer of the Year                       | N/A                 | ノミネート |
| 2015 | XBIZ賞           | 最も支持されている女優                           | 『Aftermath』       | ノミネート |
| 2018 | XBIZ賞           | MILF Performer of the Year                       | N/A                 | 受賞       |
| 2018 | XBIZ賞           | Best Actress – All-Girl Release                  | 『The Candidate』   | 受賞       |